# Dragan Andrić
Dragan Andrić (* 6. Juni 1962 in Dubrovnik) ist ein ehemaliger jugoslawischer Wasserballspieler. Er gewann mit der jugoslawischen Nationalmannschaft zwei olympische Goldmedaillen und war einmal Weltmeister sowie zweimal Europameisterschaftszweiter. Als Trainer betreute er die Nationalmannschaften Serbiens und Griechenlands bei Olympischen Spielen.

## Karriere
Dragan Andrić spielte bei VK Partizan Belgrad und wurde in den 1980er Jahren mehrfach jugoslawischer Meister. Am Ende seiner aktiven Laufbahn spielte er in Italien bei AS Waterpolis Pescara Pallanuoto und in Spanien bei Club Natació Catalunya.
1983 gewann Andrić seinen ersten Titel mit der Nationalmannschaft, als Jugoslawien bei den Mittelmeerspielen in Casablanca siegte. 1984 siegten die Jugoslawen in ihrer Vorrundengruppe bei den Olympischen Spielen 1984 in Los Angeles. In der Finalrunde gewannen die Jugoslawen alle Spiele mit Ausnahme des Spiels gegen die Mannschaft aus den Vereinigten Staaten, das mit 5:5 endete. Die Jugoslawen erhielten die Goldmedaille wegen des gegenüber dem US-Team besseren Torverhältnisses. Andrić wurde in sieben Spielen eingesetzt und warf sechs Tore. Im Jahr darauf verloren die Jugoslawen bei der Europameisterschaft in Sofia nur ihr Auftaktspiel gegen Ungarn, gegen die sowjetische Mannschaft spielten die Jugoslawen Unentschieden. Am Ende siegte die sowjetische Mannschaft vor den Jugoslawen und der deutschen Mannschaft. 1986 bei der Weltmeisterschaft in Madrid besiegten die Jugoslawen die sowjetische Mannschaft im Halbfinale mit 9:8. Im Finale gewannen die Jugoslawen mit 12:11 gegen die italienische Mannschaft. Die Europameisterschaft 1987 in Straßburg wurde wie 1985 in einer Gruppe ausgetragen, jedes Team musste gegen jedes andere Team antreten. Letztlich gewann die sowjetische Mannschaft mit sechs Siegen und einem Unentschieden vor den Jugoslawen mit fünf Siegen und zwei Unentschieden sowie den Italienern. Ebenfalls 1987 erhielt Dragan Andrić eine Bronzemedaille bei der Universiade in Zagreb. Bei den Olympischen Spielen 1988 in Seoul gewannen die Jugoslawen ihre Vorrundengruppe trotz einer 6:7-Niederlage gegen die Mannschaft aus den Vereinigten Staaten. Nach einem 14:10 gegen Deutschland im Halbfinale trafen die Jugoslawen im Finale wieder auf das US-Team und gewannen diesmal mit 9:7. Andrić warf im Turnierverlauf elf Tore, davon zwei im Finale.
Nach seiner Karriere als aktiver Spieler wurde Andrić Trainer bei CN Catalunya. Bei den Olympischen Spielen 1996 war er Trainer der Nationalmannschaft Jugoslawiens, die de facto eine Nationalmannschaft von Serbien und Montenegro war. Nach einem Zwischenspiel als Nationaltrainer in Japan arbeitete Dragan Andrić ab 2001 in Griechenland. Meist war er Vereinstrainer, bei den Olympischen Spielen 2012 war er Nationaltrainer und belegte mit der griechischen Auswahl den neunten Platz.